# Martin Ouellet (homme politique)
Pour les articles homonymes, voir Ouellet.
Martin Ouellet, né le 17 juillet 1977 à Baie-Comeau, est un homme politique québécois. 
Il est élu député péquiste de René-Lévesque à l'Assemblée nationale du Québec à l'élection partielle du 9 novembre 2015 et réélu en 2018.

## Biographie
Né le 17 juillet 1977 à Baie-Comeau, Martin Ouellet est marié à Céline Roussel et père de deux enfants. 
Il obtient un baccalauréat en relations industrielles de l'Université Laval en 1999.  
Pendant sa carrière, il est agent de projet à la Chambre de commerce de Baie-Comeau de 2000 à 2001, ainsi que superviseur des ressources humaines pour AbitibiBowater de 2001 à 2007. Avant de se lancer en politique, il occupe le poste de directeur général à la Société d'aide au développement de la collectivité (SADC) Manicouagan de 2007 à 2015. 
Il est également membre de plusieurs conseils d'administration pendant sa carrière. 

## Résultats électoraux
|                                                                                               | Nom                      | Parti            | Nombre de voix | %      | Maj.  |
| --------------------------------------------------------------------------------------------- | ------------------------ | ---------------- | -------------- | ------ | ----- |
|                                                                                               | Martin Ouellet (sortant) | Parti québécois  | 8 055          | 42,2 % | 1 623 |
|                                                                                               | André Desrosiers         | Coalition avenir | 6 432          | 33,7 % | -     |
|                                                                                               | Jonathan Lapointe        | Libéral          | 2 440          | 12,8 % | -     |
|                                                                                               | Sandrine Bourque         | Québec solidaire | 1 948          | 10,2 % | -     |
|                                                                                               | Eric Barnabé             | Conservateur     | 204            | 1,1 %  | -     |
| Total                                                                                         | Total                    | Total            | 19 079         | 100 %  |       |
| Le taux de participation lors de l'élection était de 58,8 % et 277 bulletins ont été rejetés. |                          |                  |                |        |       |

|                                                                                               | Nom              | Parti            | Nombre de voix | %     | Maj.  |
| --------------------------------------------------------------------------------------------- | ---------------- | ---------------- | -------------- | ----- | ----- |
|                                                                                               | Martin Ouellet   | Parti québécois  | 6 548          | 49 %  | 1 334 |
|                                                                                               | Karine Otis      | Libéral          | 5 214          | 39 %  | -     |
|                                                                                               | Dave Savard      | Coalition avenir | 744            | 5,6 % | -     |
|                                                                                               | Claire Du Sablon | Québec solidaire | 652            | 4,9 % | -     |
|                                                                                               | Éric Sirois      | Conservateur     | 118            | 0,9 % | -     |
|                                                                                               | Yan Rivard       | Option nationale | 96             | 0,7 % | -     |
| Total                                                                                         | Total            | Total            | 13 372         | 100 % |       |
| Le taux de participation lors de l'élection était de 39,6 % et 102 bulletins ont été rejetés. |                  |                  |                |       |       |